# 戴建良
戴建良，中华人民共和国政治人物、全国脱贫攻坚先进个人。

## 生平
戴建良任天津市蓟州区出头岭食用菌产销协会党支部书记、会长。因在脱贫攻坚战中作出突出贡献，2021年2月25日全国脱贫攻坚总结表彰大会上，戴建良被授予“全国脱贫攻坚先进个人”。